# 公制化

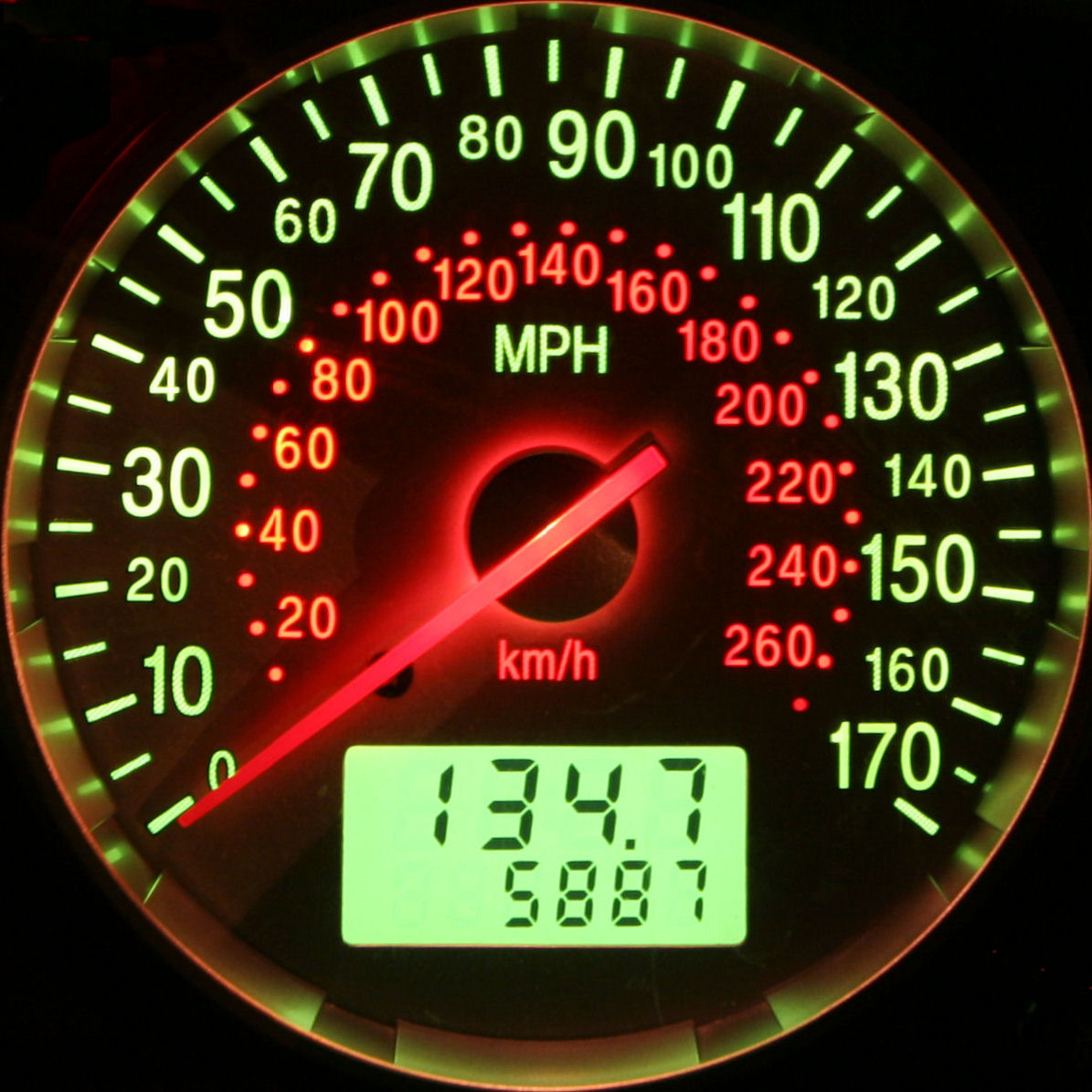
美国和英国汽车中使用的一种速度计，显示车辆以英里计的时速（外圈、白色）和以公里计的时速（内部，红色）——对于加拿大车辆来说布局是内外相反的，或者仅有千米显示。

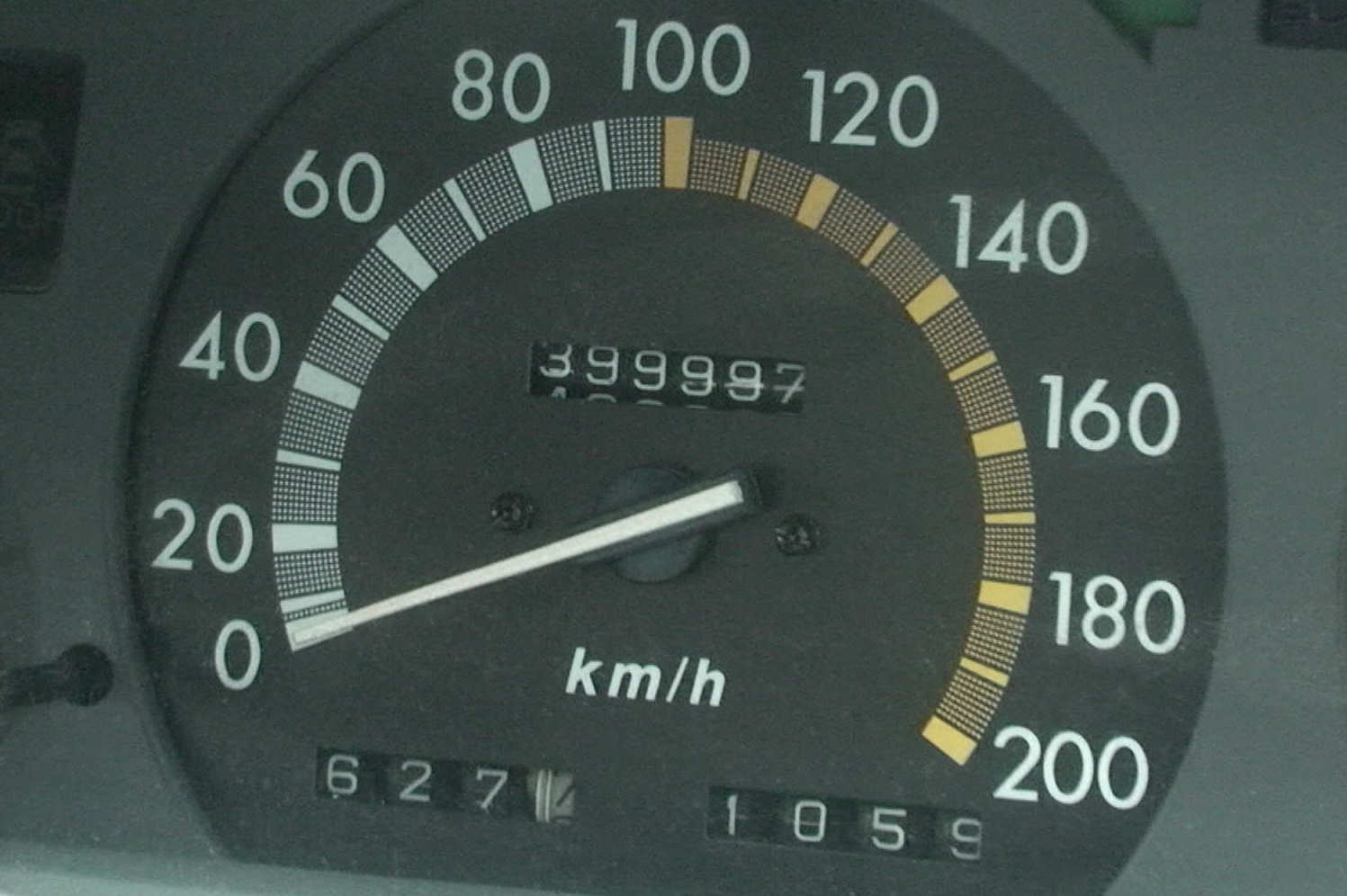
一辆澳大利亚汽车的速度计，仅以千米/时（km/h）显示车辆的速度，而几乎所有国家都是如此。

公制化（英語：metrication）是改用公制为计量单位制定基础的标准化过程。在全世界范围内，各国由各种地方和传统计量制度各自独立地向公制转变已有很长的历程；1790年代发端于法国，并在随后的两个世纪中广泛传播，但公制并未在所有国家和领域得到完全采用。

## 概述

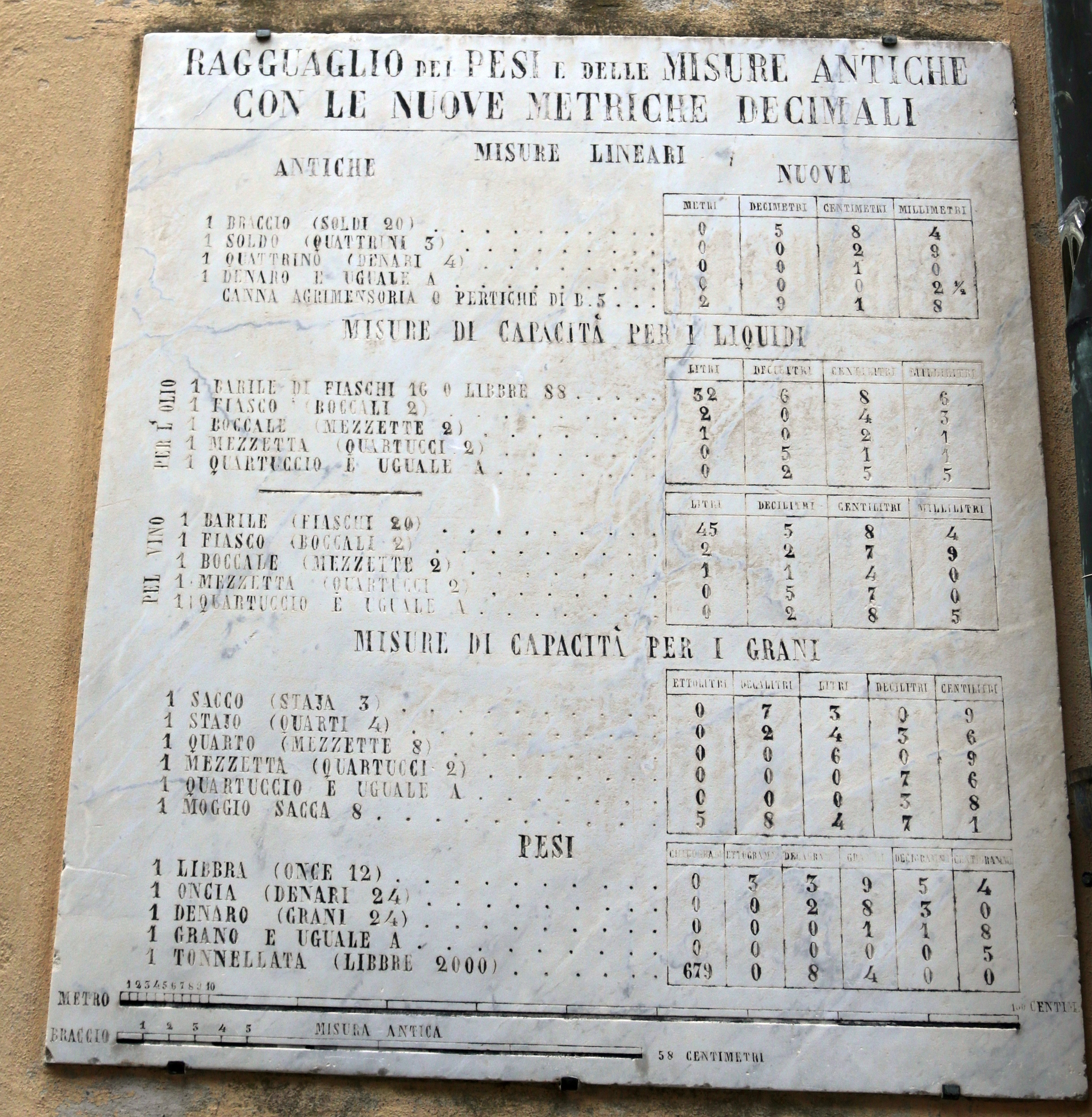
1860年，托斯卡纳成为现代意大利的一部分，这是公制化的一个例子。

截至2017年，有7个国家未致力于完成公制化全面转型的进程：美国及其联系邦密克罗尼西亚联邦、马绍尔群岛和帕劳，官方使用美国标准的英制单位（美制单位）；利比里亚官方使用美制单位；缅甸官方使用缅甸计量单位。然而，据报道，缅甸和利比里亚基本上使用公制，即使没有官方立法支持。
在英国，公制是多数受监管的计重交易，或以计量目的使用的官方计量单位制度，但一些英制单位仍然是主要的官方计量单位。例如，英里、码和英尺仍然是道路标志的官方单位，而且英制单位使用广泛。  此外，英制品脱（Imperial pint）也仍然是可回收瓶装牛奶以及英国酒吧里生啤酒和苹果酒的许可单位。 英制单位也可合法地与公制单位一起使用于食品包装和散装货物标价；在用于描述产品时英制单位可单独使用，但不可作为计量出售的单位。例如：电视屏幕和服装尺码往往只以英寸为单位，但除非附有公制单位价格，否则以每英寸标示一块材料的价格不合法。
利比里亚政府现在确定以使用公制为目标推进，且缅甸政府表示，该国将以在2019年前完成为目标推进公制化。缅甸和利比里亚实质上都是公制国家，以公制单位进行国际贸易。公制化倡导者对两个国家的访问显示，他们在国内使用公制单位处理许多事务，例外如缅甸使用英制加仑的旧汽油泵。这些国家和其他国家通过国际贸易和标准化在一定程度上采纳了公制度量，例如，塞拉利昂在2011年5月转向以升出售燃料。美国在1866年强制商业和法律诉讼接受公制，但不得取代其习惯单位。1897年英国亦效仿，直到1995年才强制大多数用途必须使用公制单位。
1971年，美国国家标准局（National Bureau of Standards）完成了一项为期三年的研究，研究了全球公制使用不断增加对美国的影响。这项研究最后向国会提交了一份题为《公制美国——顺势而为》（A Metric America - A Decision Whose Time Has Come）的报告。自此之后，美国的公制使用增加了，主要是在制造业和教育领域。1974年8月21日颁布的第93-380号公共法律规定，美国的政策是鼓励教育机构和机构，作为常规教育方案的一部分使学生做好准备，以轻松和便利地使用公制度量制度。1975年12月23日，时任总统杰拉尔德·福特签署了公共法94-168，《1975年公制转换法案》（Metric Conversion Act）。 该法案宣布了一项协调美国境内逐渐增加的公制使用的国家政策。法案设立了一个美国公制委员会，其职能从1982年10月1日起转移到商务部公制办公室，以协调向公制的自愿转换。
大多数国家在一段并用新旧度量衡的过渡时期后正式采用了公制制度。一些国家如圭亚那已经正式采用了公制，但在实施时却遇到了一些麻烦。安提瓜和巴布达，也是“官方”使用公制，正在向公制计量系统的全面实施迈进，但较预期的要慢。该国政府已经宣布，他们计划在2015年第一季度之前将他们的国家转为使用公制。圣卢西亚等其他加勒比地区国家是官方使用公制，但仍处于全面转换的过程中。
欧洲联盟试图利用《计量单位指令》（Units of Measure Directive）建立共同的计量单位体系，并为欧洲单一市场提供便利。在整个1990年代，欧洲联盟委员会帮助成员国加快完成其公制转换进程。其中包括英国，该国的法律在部分或所有情况授权或允许使用许多英制度量单位，如道路标志上距离所用的英里和码，以英里每小时标示的限速，啤酒的品脱，以及衣服的英寸。英国获得了对道路标识中的英里和码，和（与爱尔兰相同的）在酒吧出售的一品脱（英制）生啤酒的永久豁免（参见英国的公制化）。2007年，欧洲联盟委员会还宣布（为了安抚英国公众舆论和促进与美国的贸易），它将放弃要求包装商品仅使用公制标签，并允许公制-英制双重标识无限期地继续下去。
在20世纪下半叶或21世纪的第一个十年里，其他使用英制单位的国家完成了官方的公制化。最近完成这一进程的是爱尔兰共和国，该国于1970年代开始进行公制化改造，并于2005年初完成。
英制/美制体系对于国际经济和贸易的影响力正在下降，在两个计量系统之间进行换算可能因误差带来意想不到的危险，以国际客户为主的英制/美制制造企业多数使用公制以维持竞争力。2007年1月，美国国家航空航天局决定与其他空间机构保持一致，在今后所有的月球任务中使用公制单位。
美国、英国和加拿大国内有积极反对公制化的意见，特别是更新的计量单位法律将使历史计量体系遭到淘汰的情况下。其他国家，比如法国和日本，曾经有大众的强烈反对声音，但现在已经完全接受了公制化。

## 在公制体系之前
秦始皇曾在领土内大力推行书同文、车同轨，废止各诸侯国货币而改用统一秦半两。公元前211年颁布的诏书把商鞅时期的衡器作为全国标准，立法确定度量衡器可接受的误差；并明确6尺为步，240步为亩。但后者只通行于旧秦，东方许多地区的一亩仍为100步。依据秦权（砝码）铭文推算，当时的一斤为250克。秦孝公十八年（前344年）颁发的标准量器商鞅方升，在底部加刻前211年诏书后沿用为秦统一后的标准器；现代经实测研究得出其容积为202.15立方厘米，结合容器上的铭文“爰积十六尊（寸）五分尊（寸）壹为升”（一升为161/5立方寸），1立方寸=12.478立方厘米，进而得秦统一后与商鞅时1尺=23.2厘米。度量衡在使用中的磨损会引致偏差，故秦明令规定须每年对其进行检验和校正。统一度量衡和货币便利了经济发展和贸易往来，促进了中国历史上首个大一统中央集权国家的发展。
罗马帝国曾使用pes（“尺”）作为度量。此单位被分为12个uniciae（“寸”）。单位libra（“磅”）则是在罗马时代之后很长一段时间内对欧洲的重量和货币单位有着广泛的影响，如磅（pound）和英镑（pound sterling，其符号￡即来源于libra的花体字母L）。 随着时间的推移，单位变化很大。查理曼是几位发起改革的统治者之一，计划在他们统治的帝国内标准化计量单位和货币，但是并没有真正的总体突破。
在中世纪的欧洲，关于度量衡的当地法律是由同业公会逐城制定的。例如，厄尔（ell，或elle）是欧洲常用的长度单位，但其长度从德国部分地区的40.2厘米到荷兰的70厘米和苏格兰爱丁堡的94.5厘米不等。1838年瑞士的一项调查显示，foot（尺）有37种不同的区域变体，厄尔则有68种；干谷粒有83种不同计量单位，液体有70种，禽畜“胴体重量”则有63种。当艾萨克•牛顿（Isaac Newton）在1687年撰写《自然哲学的数学原理》时，他引用了“巴黎尺”（Parisan feet）作为测量单位，使读者就可以理解书中涉及的尺寸。至于制定地方城际或国家计量标准的努力，例子有1641年的苏格兰法律和1824年的英国标准英制制度（imperial system）——后者仍在英国普遍使用。曾几何时，封建中国已经成功地在全国范围内标准化了单位，但到了1936年，官方调查发现了尺的53种数值，从200毫米到1250毫米不等; 32个版本的升，数值在500毫升和8升之间；36种不同的斤，从300克到2500克不等。 據估計，僅在18世紀的法國就有25萬種不同的長度和重量單位。法国大革命之後革命黨人決定廢除所有地方計量單位，他們建立的新計量體系就是国际单位体系的前身。
对单一国际计量体系的渴望来自日益增长的国际贸易以及对货物应用共同标准的需要。对于一家公司而言，购买在另一个国家生产的产品时，他们需要确保收到的货物与描述相符。中世纪的单位厄尔之所以被废弃，部分原因是它的数值无法标准化。国际单位制（SI）的一个主要优势就是它是国际性的，随着其日益成为国际通行标准，对各国施加的遵守国际单位制的压力也越来越大。然而，它也简化了测量的教学，因为所有的国际单位制（SI）单位都是基于少数基本单位（特别是米、千克和秒囊括了大部分的日常测量场景），使用十进制前缀来涵盖所有量级。这与前公制（pre-metric）单位形成了鲜明对比，后者的名称大多不直接相关（例如英寸、英尺、码、英里），而且它们之间的比例不一致，必须直接记忆（例如12、3、1760）。由于国际单位制（SI）表达式中的值总是小数（即没有普通分数），以及SI不使用混合单位（如“X英尺Y英寸”），测量值容易相加或相乘。此外，科学测量和计算大大简化，因为电学、力学等领域的单位是SI系统的一部分，因此都以一致的方式相互关联（例如1 J=1 kg·m2·s-2=1 V·A·s）。计量标准化对工业革命和一般技术发展作出了重大贡献。国际单位制不是国际标准化的唯一例子；除了企业之间成立的私有标准化组织，若干强大的国际标准化组织存在于多个行业，如国际标准化组织（ISO）、国际电工委员会（IEC）及国际电信联盟（ITU）。

## 公制系统的先行者
十进制数是公制系统的一个重要组成部分，同时系统只有一个基本单位和以10为基底创建的倍数，而前面的数字保持不变。这令计算得到简化。虽然印度人曾用十进制数字进行数学计算，但是直到1585年才由西蒙·斯蒂文（Simon Stevin）在他的小册子De Thiende（古荷兰语中意为“第十”）中首先提倡日常使用小数。  他还宣称，将十进制数用于货币和计量只是时间问题。他对十进制小数的表示方法很笨拙，但随着小数点的引入，这一点得到克服，这一般归功于巴塞洛缪·皮提斯卡斯（Bartholomaeus Pitiscus），在他的三角表（1595年）中使用了这种表示法。
约翰·威尔金斯在他1668年发表的《关于真实性格和哲学语言的论文》（Essay towards a Real Character and a Philosophical Language）中，提出一个与今天的公制系统非常相似的计量系统。他建议保留秒作为时间的基本单位，并建议每秒经过起始位置一次的钟摆移动的长度（即周期为两秒）应作为长度的基本单位。这一长度——他提议的名称是“标准”（standard）——将是994毫米。他的基本质量单位——他提议称之为“百”（hundred）——是一个立方“标准”体积的蒸馏雨水的质量。他所提议的基本计量单位的十进制倍数和子单位的名称是当时使用的计量单位的名称。
1670年，加布里埃尔·穆顿（Gabriel Mouton）公布了一项建议，其实质上与威尔金斯的建议相似，只是他的基本长度单位是地理纬度的1/1000弧分（约为1.852米）。他提议把这个单位叫做“virga”。他没有为每个长度单位使用不同的名称，而是提出了一系列有前缀的名称，这种做法与国际单位制类似。
1790年，托马斯·杰弗逊向美国国会提交了一份报告，他在报告中提议采用十进制硬币、重量和度量体系。他建议将基本单位长度称为“尺”（foot），并认为这个单位应该是周期为1秒钟摆摆动距离的3/10或1/3——也就是威尔金斯一个世纪前提出的“标准”（standard）的3/10或1/3。此单位相当于11.755英寸（29.8厘米）或13.06英寸（33.1厘米）。与威尔金斯一样，他提出的基准计量单位的倍数和子单位的名称是当时计量单位的名称。在这个时代，人们对大地测量学的极大兴趣，以及发展起来的计量系统思想，影响了美国大陆被测量和分割的方式。苏格兰历史作家安德罗·林克莱特（Andro Linklater）的《测量美国》中，探讨了杰弗逊对新计量系统的完整愿景，及其如何接近取代链和传统的英亩但最终却未如此。
晚清时期度政混乱，受西方列强影响，在海关贸易和实业制造中的度量衡长短不一、中西混用，不论是民间学者抑或朝廷都深感困扰，“各地自为风气，参差错杂，不可究诘”。清廷于1908年（光绪三十四年）尝试实施度政改革，颁布《度量权衡画一制度图说总表推行章程》（《画一章程》）。而在此前的1905年，曾就读于福建马尾船政学堂的叶在扬著成了严复为之作序的《度量衡新议》，对中西度量衡进行了比较和讨论，提出了一套新的度量衡方案及器具。叶在扬在书中首先指出中国传统的“黄钟垒黍说”并不精确，也指出法制（公制）采用的子午线长度为基准，虽然是长久之法，“几成列邦同度之议”，但弊端在于地球自转会导致渐渐变形，因此提议使用赤道作为基本长度单位的基准，导出一套独立于中国传统和法制（公制）的度量衡单位和度量衡器。叶在扬使用三角法推得赤道周长为131,277,672营造尺，以此为基数，设定为129,600,000“拟定尺”，1米=3.23670拟定尺。拟定度（长度）共有里、引、丈、尺、寸、分、厘，7个单位均为十进制。该书还系统阐述了量器和衡器的计算和设计。但在当时的环境下，再推行一套新的度量衡体系，无疑会再添混乱，故《画一章程》对《度量衡新议》的改革方案持否定态度，但在权衡和量器图示多有参照。

## 采用公制度量衡制度
在19世纪荷兰、德国和意大利的统一进程中，公制度量衡制度被证明是一种方便的政治妥协。1814年，葡萄牙成为法兰西帝国以外第一个正式采用公制的国家。西班牙在1858年发现效仿法国的做法是有益的，在十年之内，拉丁美洲也采用了公制。在英国和美国，公制化受到了相当大的阻力；唯英国于1965年宣布了公制化计划，英联邦也随之效仿。

### 法国

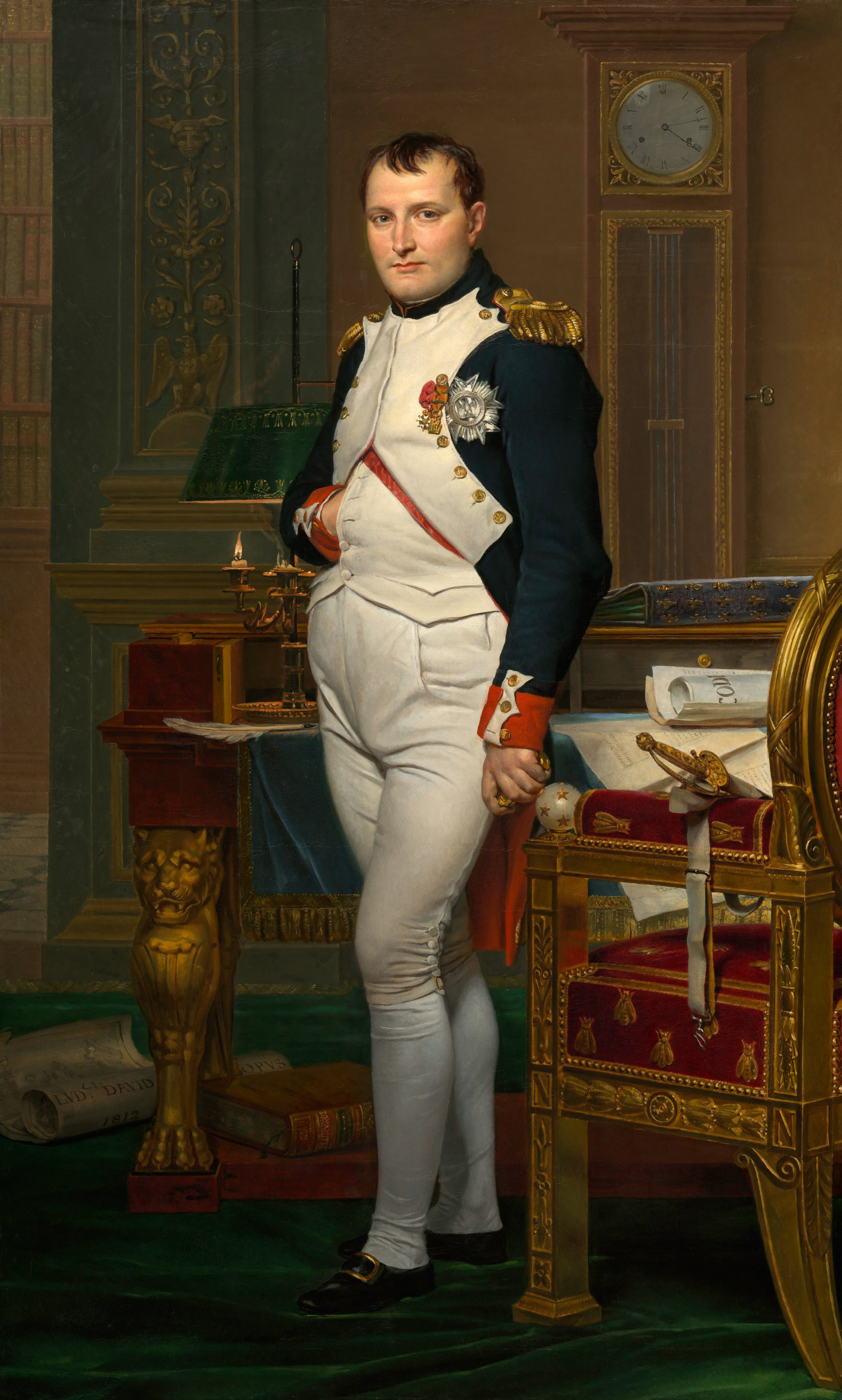
拿破仑·波拿巴于1812年引入了习惯度量衡。

1795年，法国引入公制，逐个地区推行，巴黎是第一个实施地区；但按照现代标准，这一过渡期管理不善。虽然分发了数以千计的小册子，负责监督这一过程的计量局却低估了所涉及的工作量。仅巴黎一个城市就需要50万支米柱（米原器），然而在米成为唯一的法定计量单位一个月后，他们只有25000支的存量。:269这一点，加上其他过分的革命措施和高文盲率，使公制不受欢迎。尽管1801年9月公制成为陆上贸易可用的唯一计量单位体制，许多人依然使用旧单位工作后再转换结果至公制，反抗这一变化。
拿破仑本人嘲笑公制，但作为一个能干的管理者，承认公制作为计量系统健全基础的价值，并根据1812年2月12日帝国法令（décret impérial du 12 février 1812 ），引进了一种新的计量系统——用于小型零售企业的“习惯度量衡”（mesures usuelles）——所有政府、法律和类似工作领域仍然必须使用公制，公制继续在各级教育中教授。古代使用的许多单位的名称被重新引进，但被重新定义为公制单位。 因此，法寻（法語：toise）的定义是2米长，6法尺（法語：pied）为一法寻，12法寸（法語：pouce）为一法尺，12个法分（法語：ligne）组成一法寸。同样，法磅（里弗尔）也被定义为500克，每里弗尔由16盎司组成，每个盎司等于8格罗斯，一法肘（aune）为120厘米。
根据《1837年7月4日法》（La loi du 4 juillet 1837），路易-菲利普一世，通过重申1795年和1799年衡量法，从1840年5月1日开始停用舊有習慣之度量衡。 然而，许多计量单位，如里弗（半千克） ，仍然在日常中使用多年，残余影响直到今天。

### 德意志关税同盟

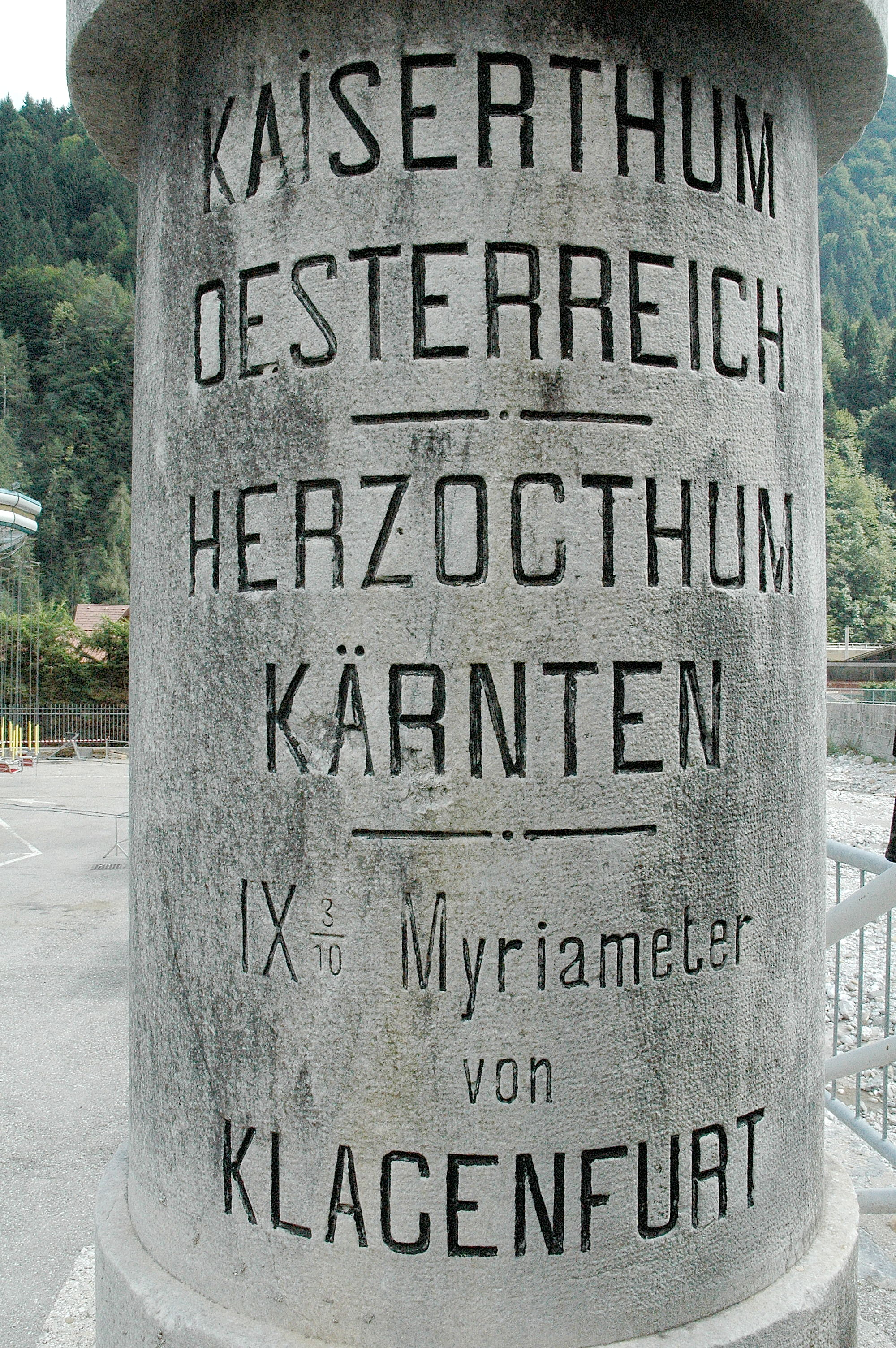
坐落于蓬泰巴的奥匈帝国-意大利界碑上刻有19世纪中欧使用的单位万米（10公里）。

在法国大革命爆发时，现代德国和奥地利的大部分国土是神圣罗马帝国的一部分，后者变成了一个由王国、公国、自由城市、教区和其他封地组成的松散联邦，每个封地都有自己的度量衡系统——尽管多数情况下这些系统是从一千年前由查理曼建立的加洛林王朝时代的体制松散地衍生出来的。
在拿破仑时代，德意志的一些邦国采取行动，改革他们的计量体系，使用原型米和千克作为新单位的基础。例如，巴登在1810年重新定义了杆（德語：为3.0米，并将杆的子单位定义为1杆=10尺（德語：Fuß）=100寸（德語：Zoll）=1,000线（德語：Linie）=10,000点（德語：Punkt），而磅（德語：Pfund）被定义为500克，分为30盎司（德語：Loth），每盎司16.67克。
巴伐利亚在其1811年的改革中，将巴伐利亚磅（德語：Pfund）从561.288克精确地削减到560克，相当于32盎司（德語：Loth） 组成，每盎司等于17.5克，而普鲁士磅（德語：Pfund）保持在467.711克。
维也纳会议之后，德意志各邦国之间进行了一定程度的商业合作，成果是德意志关税同盟（德語：Zollverein）。然而，在1856年巴伐利亚率先制定《德国商法典》之前，贸易壁垒仍然很多。作为法规的一部分，关税同盟引入了Zollpfund（海关磅），其定义为500克整，可分为30“lot”。这个单位用于邦国间货物运输，但并不全部适用于所有国家的内部使用。
虽然在1866年的普奥战争之后，关税同盟崩溃了，但在1872年新成立的德意志帝国和1875年的奥地利，公制体系成为了官方的计量体系。1877年以后，海关磅在德国不再合法。

### 意大利

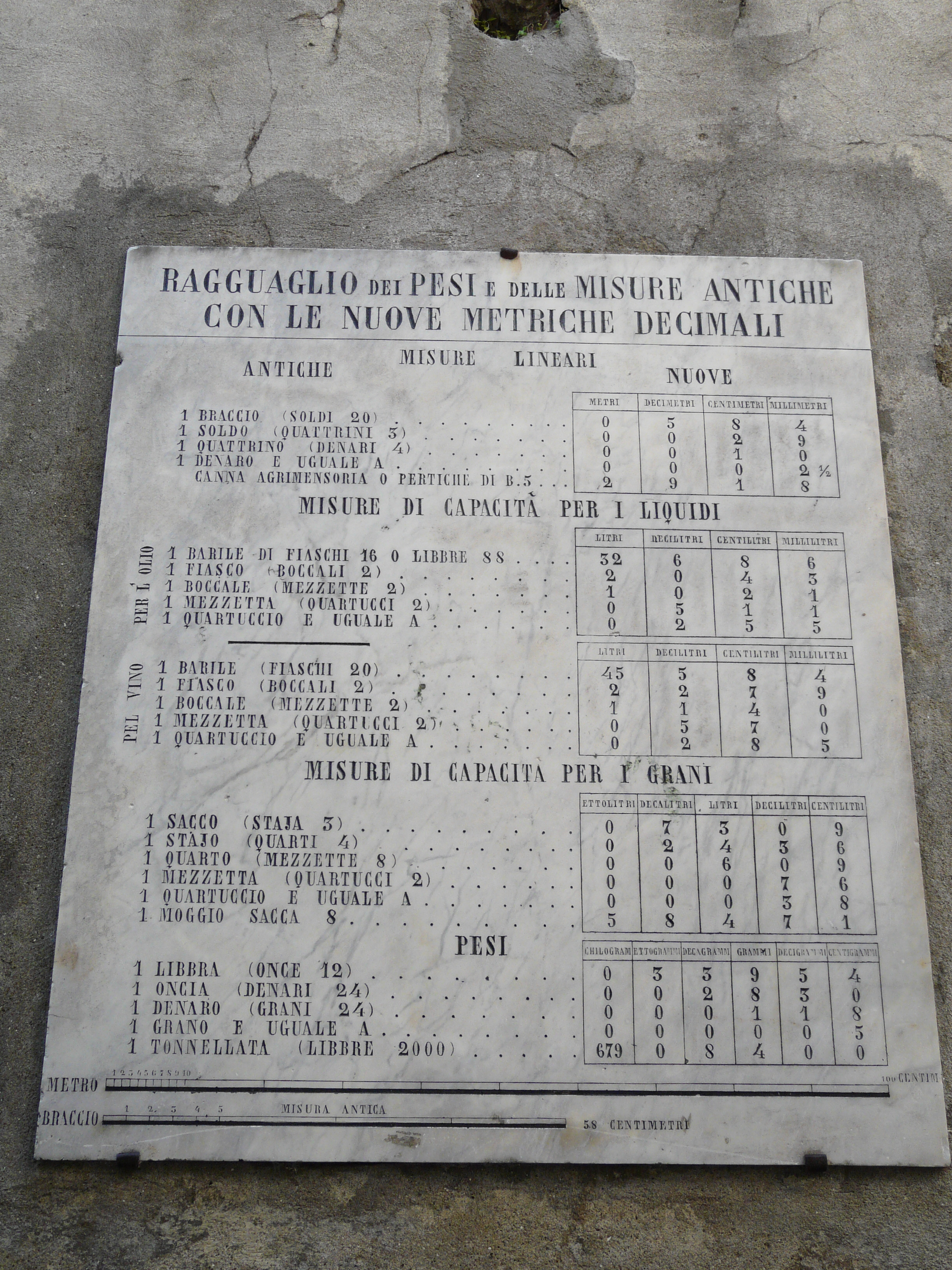
托斯卡纳维科皮萨诺的石板展示了旧式度量衡单位到公制单位的换算

1797年拿破仑于意大利北部建立，定都米兰的奇萨尔皮尼共和国，首先采用了基于“奇萨尔皮尼腕尺”（義大利語：bracio cisalpino）的改良公制系统，该单位定义为半米。1802年，奇萨尔皮尼共和国改称意大利共和国，以拿破仑为国家元首。次年，奇萨尔皮尼计量体系被公制体系所取代。
1806年，意大利共和国被意大利王国取代，拿破仑成为其皇帝。至1812年，整个意大利从罗马向北都在拿破仑的控制之下，无论是作为法兰西的一部分或作为意大利王国的一部分，确保了公制在整个地区内的使用。
在维也纳会议之后，意大利各邦国恢复了它们原来的计量体系；但在1845年，萨丁尼亚王国通过了立法，在五年内引入了公制。到1860年，意大利大部分地区统一在萨丁尼亚国王维托里奥·埃马努埃莱二世的统治之下，且依据1861年7月28日第132号法律，令公制成为整个王国的官方计量制度。1870年12月31日前，许多转换表（義大利語：Tavole di ragguaglio）展示在商店里。

### 荷兰
荷兰先前使用公制，后于1812年起作为法兰西第一帝国的一部分使用“习惯度量衡”（mesures usuelles）。根据1817年3月27日皇家法令（Koningklijk besluit van den 27 Maart 1817），新成立的荷兰王国放弃了习惯度量衡系统，采用“荷兰”公制系统（荷蘭語：Nederlands metrisch stelsel），当中公制单位以当时使用的计量单位命名。 例子包括被定义为100克的盎司（荷蘭語：ons）。

### 葡萄牙
1814年8月，葡萄牙正式采用公制，但其单位名称跟随葡萄牙传统单位。在这个系统中，基本单位是: 1手（葡萄牙語：mão-travessa）=1分米，10手=1码（葡萄牙語：vara）=1米；1加纳得（葡萄牙語：canada）=1升；1磅（葡萄牙語：libra）=1千克。

### 西班牙
直到1700年波旁王朝崛起前，西班牙的每个地区都保留了自己的计量系统。新的波旁王朝试图将控制权集中，并随之推行计量制度。关于保留卡斯蒂利亚时代单位，或者为了协调而采用法国体系是否可取曾经有过争论。虽然西班牙协助了皮埃尔·梅尚（法語：Pierre Méchain）进行子午线调查，但政府惧怕法国革命运动，并以加强卡斯蒂利亚时代单位体系的方式抗衡法国大革命运动。然而到了1849年，事实证明旧体系很难维持，当年公制成为西班牙的法定计量制度。

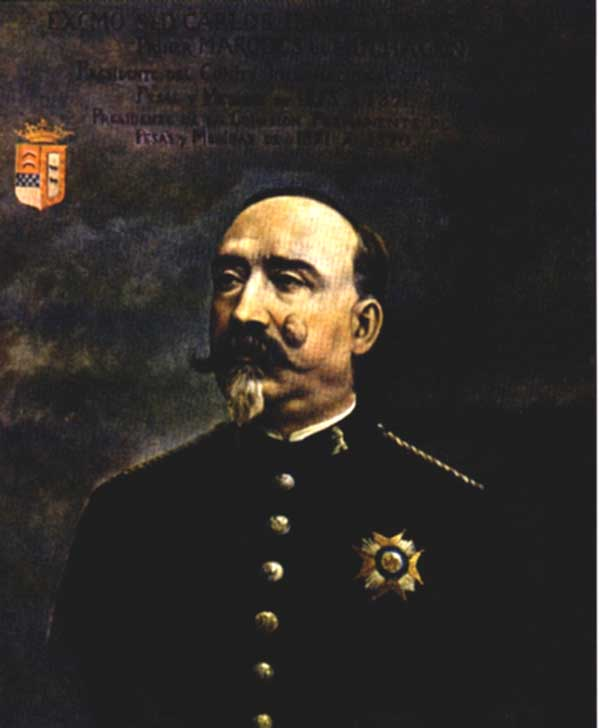
穆拉森侯爵堂·卡洛斯·伊瓦涅斯·伊瓦涅斯· 德伊韦罗（Carlos Ibáñez e Ibáñez de Ibero）

1852年，西班牙皇家科学院敦促政府批准绘制一幅大比例的西班牙地图。次年，卡洛斯·伊瓦涅斯·伊瓦涅斯· 德伊韦罗（Carlos Ibáñez e Ibáñez de Ibero）被任命承担这项任务。所有的科学和技术材料都必须创造出来。卡洛斯·伊瓦涅斯·伊瓦涅斯·德伊韦罗和萨韦德拉（Saavedra）前往巴黎，监督布伦纳（Brunner）生产他们设计的一种测量仪器，后来他们将这种仪器与让-夏尔·德博尔达（Jean-Charles de Borda）的双突阿斯N°1进行了比较，后者是法国所有大地测量基准的主要参考，长度为3.8980732米。
1865年，西班牙的三角测量网络与葡萄牙和法国的联系在一起。1866年，在纳沙泰尔的大地测量协会（Association of Geodesy）会议上，伊瓦涅斯宣布西班牙将合作重新测量巴黎子午线弧。1879年，伊瓦涅斯和法国军官弗朗索瓦·佩里耶（François Perrier）完成了西班牙大地测量网和法属阿尔及利亚之间的连接，从而完成了从设得兰群岛延伸到撒哈拉的巴黎子午线弧的测量。
1867年，俄罗斯、西班牙和葡萄牙加入了欧洲大地测量协会（德語：Europäische Gradmessung），该组织后演变为国际大地测量协会。同年，在柏林举行的第二届欧洲弧度测量大会上，讨论了国际标准长度单位的问题，以便将不同国家的测量结果结合起来，确定地球的大小和形状。根据约翰·雅各布·拜耳（Johann Jacob Baeyer，普鲁士军官），阿道夫·希尔施（Adolphe Hirsch，德国天文学家）和卡洛斯·伊瓦涅斯·伊瓦涅斯·德伊韦罗的提议，会议建议采用米制并设立一个国际米制委员会。
1869年11月，法国政府发出加入该委员会的邀请。西班牙接受，卡洛斯·伊瓦涅斯·伊瓦涅斯·德伊韦罗参加了1870年国际米制委员会 （页面存档备份，存于）第一次会议筹备研究委员会的工作。 1872年，他成为国际米制委员会常设委员会主席。1874年，伊瓦涅斯被选为欧洲弧度测量常设委员会主席。他还主持了1875年在巴黎举行的欧洲弧测量大会，当时该协会决定为基地的测量建立一个国际大地测量标准。他代表西班牙参加了1875年在巴黎召开的米制公约会议。这位西班牙大地测量工作者当选为国际度量衡委员会的第一任主席。他的活动成果是在1889年举行的国际度量衡大会第一次会议期间向所有米制公约缔约国分发了一个铂铱合金米原器。这些米原器直至1960年都作为米的定义基准。

### 英国和英联邦
1824年的《度量衡法案》（Weights and Measures Act）将一个标准的“帝国”（Imperial）度量衡体系加诸于大英帝国。这一法案的效果是使现有的英国计量单位标准化，而不是使它们与公制统一。
在接下来的80年里，一些议会特别委员会建议采用公制，每次都有更高程度的紧迫性，但议会却犹豫不决。1862年的一份特别委员会报告建议强制公制化，但设有一个“中间宽容阶段”;1864年议会的反应是将公制单位合法化，但仅限于“合同和交易”。联合王国最初拒绝《米制公约》，但在1883年最终签署。与此同时，英国科学家和技术人员走在了公制化运动的前沿——正是不列颠科学协会将厘米-克-秒制（CGS system of units）作为一个连贯的系统进行推广，也正是英国公司庄信万丰（Johnson Matthey）在1889年被国际度量衡大会（CGPM）接受为国际米和千克原器的铸造者。:109
1895年，另一个议会特别委员会建议在两年的宽容期之后强制采用公制。1897年的《度量衡法案》使公制贸易单位合法化，但没有强制执行。一项规定强制使用公制，目的是使英国工业基地能够击退新生的德国基地的挑战的法案，1904年在上议院获得通过。但是英国下议院没有在下一次大选前通过这项法案。1907年，由于兰开夏郡棉花产业的反对，一项类似的法案以150票对118票在英国下议院被否决。
1965年，英国启动了官方的公制化计划，截止2012年还没有完成。英国的公制化计划标志着英联邦其他地方公制化计划的开始；但印度在1959年已启动其计划，比联合王国早6年。南非（当时不是英联邦成员）在1967年设立了一个公制化咨询委员会（Metrication Advisory Board），新西兰在1969年设立了它的公制咨询委员会（Metric Advisory Board），澳大利亚在1970年通过了公制转换法案（Metric Conversion Act），加拿大在1971年任命了一个公制化委员会（Metrication Commission）。澳大利亚、新西兰和南非在十年内基本完成了公制化，而印度和加拿大的公制化尚未完成。此外，lakh（十万卢比）和crore（一千万卢比）在印度仍然广泛使用；而在加拿大，由于与美国的密切贸易关系，平方英尺仍然广泛用于商业和住宅广告，部分用于建筑工程，而铁路继续以英里表示轨道里程和时速限制，因其也在美国范围内运营业务。大多数其他英联邦国家在20世纪70年代改用公制。

### 美国
1805年，瑞士大地测量师费迪南德·鲁道夫·哈斯勒（Ferdinand Rudolph Hassler）将法国米和千克原器的复制品带到了美国。1830年，国会决定在美国建立统一的长度和重量标准。哈斯勒受命制定新的标准，并提议采用公制。国会选择了1758年的英国议会标准和1824年的英国特洛伊磅作为长度和重量的标准。然而，美国海岸测量的主要基线是1834年在纽约州法尔岛用4根2米长的铁棒测量的，这些铁棒则是于英国按照哈斯勒的规格制造的，并于1815年运回美国。美国国家大地测量中的所有距离都是以米计算的。1866年，美国国会通过了一项法案，规定在美国使用公制合法。该法案性质为许可，而非强制执行；它用惯用的美制单位而非国际米和千克原器来定义公制。:10–13至1893年，以美制单位作为参考标准变得不可靠。此外，美国作为米制公约的签署国，拥有本国的米和公斤标准原器，这些原器参照世界其他地方所用的校准。这引出了门登霍尔法令（Mendenhall Order），该法令参照国家公制原器重新定义了美制单位，但使用了1866年法案的换算系数。:16–20 1896年，一项将令公制变为强制性使用的法案递交至美国国会。在国会委员会面前作证的29人中，23人赞成该法案，6人反对。6位反对者中有4位代表制造业利益，另外2位代表美国税务局。反对者引述的理据是转换的成本和不便。该法案未获通过。其后的法案也遭遇了类似的命运。

## 转换进度

按当前公制化进程区分的各国：
完成
接近完成
部分完成
少有采用

公制系统于1799年正式引入法国。在19世纪中，公制系统获得了几乎所有欧洲国家的采用：葡萄牙（1814年）；荷兰、比利时和卢森堡（1820年）；瑞士（1835年）；西班牙（1850年代）；意大利（1861）；罗马尼亚（1864）；德国（1870年，法定为1872年1月1日）；和奥匈帝国（1876，法律上于1871年）。泰国在1923年前未曾正式采用，但其皇家测量部门（Royal Thai Survey Department）早至1896年即将公制用于地籍测量。丹麦和冰岛于1907年采用公制。

### 按国家列出的公制转换年表及完成状态
官方公制化进程起始年份一栏中的链接指向有关对应国家或地区公制化的条目
| 官方公制化进程起始年份 | 国家或地区   | 原度量衡系统                        | 公制化状态 |
| ---------------------- | ------------ | ----------------------------------- | --- |
| 1795                   | 法国         | 法制                                | 完成 |
| 1814                   | 葡萄牙       | 葡萄牙制                            | 完成 |
| 1820                   | 比利时       | 多种                                | 完成 |
| 1820                   | 荷兰         | 荷兰制                              | 完成 |
| 1848                   | 智利         | 西班牙制                            | 几近完成 |
| 1852                   | 墨西哥       | 西班牙制变体                        | 完成（部分全国和地区性单位仍在使用中，且部分行业使用部分美制单位） |
| 1852                   | 西班牙       | 西班牙制                            | 完成，但部分前公制单位仍在使用中，包括：土地单位、和；重量单位和；液体单位；屏幕尺寸单位 |
| 1861                   | 意大利       | 多种                                | 完成 |
| 1862                   | 巴西         | 葡萄牙制                            | 完成，但有部分非公制单位用于特定领域：农村土地；牲畜重量；屏幕尺寸；轮胎气压以英语缩写psi称之 |
| 1862                   | 秘鲁         | 西班牙制                            | 几近完成 |
| 1863                   | 乌拉圭       | 西班牙制                            | 完成 |
| 1864                   | 罗马尼亚     | 罗马尼亚制                          | 完成 |
| 1868                   | 北德意志邦联 | 多种                                | 完成 |
| 1869                   | 南德意志诸邦 | 多种                                | 完成 |
| 1871                   | 奥地利       | 多种                                | 完成 |
| 1872                   | 德国         | 多种                                | 完成 |
| 1873                   | 塞尔维亚     | 多种                                | 完成 |
| 1874                   | 匈牙利       | 匈牙利制                            | 完成 |
| 1875                   | 奥斯曼土耳其 | 奥斯曼制                            | 完成 |
| 1875                   | 挪威         | 挪威制                              | 完成 |
| 1876                   | 瑞典         | 瑞典制                              | 完成；旧长度单位“里（mil）”于1876年重新定义为10公里，仍在日常中使用，包括在日常对话和广告中用“升每里”表示机动车油耗；在一些语境中，例如计算拥有车辆的成本（“”，意为每里成本）和使用私人车辆代替公司车辆后的报销（“”），“里”依然在法律文本中使用，尽管在官方层面并非合法长度单位。 |
| 1876                   | 瑞士         | 多种                                | 完成 |
| 1886                   | 阿根廷       | 西班牙制                            | 完成 |
| 1886                   | 芬兰         | 芬兰制                              | 完成 |
| 1899                   | 巴拉圭       | 西班牙制变体                        | 完成 |
| 1907                   | 丹麦         | 丹麦制                              | 完成 |
| 1907                   | 冰岛         | 冰岛制/丹麦制                       | 完成 |
| 1907                   | 菲律宾       | 西班牙制、美制单位和本地制          | 几近完成，英制习惯单位仍用于身体尺寸测量 |
| 1908                   | 哥斯达黎加   | 西班牙制                            | 完成 |
| 1912                   | 多米尼加     | 西班牙制                            | 完成 |
| 1918                   | 俄罗斯       | 俄制                                | 完成 |
| 1923                   | 泰国         | 多种                                | 几近完成 |
| 1924                   | 日本         | 日制（尺贯法）                      | 完成，合和坪仍然非正式地分别作为容量和楼面积单位使用 |
| 1925                   | 中国         | 营造尺库平制 （中国度量衡）         | 完成，“斤”会使用“500g”标注；照片大小和蛋糕尺寸普遍使用英制单位作为习惯用法，但会换算为国际单位制额外标注 |
| 1929                   | 爱沙尼亚     | 爱沙尼亚制                          | 完成 |
| 1946                   | 印度尼西亚   | 多种                                | 几近完成 |
| 1948                   | 以色列       | 奥斯曼制                            | 完成 |
| 1954                   | 印度         | 多种                                | 完成 |
| 1954                   | 苏丹         | 多种                                | 完成 |
| 1959                   | 希腊         | 古希腊制                            | 完成 |
| 1961                   | 韩国         | 朝鲜制                              | 完成，仍非正式使用坪作为楼面积单位 |
| 1963                   | 老挝         | （未知）                            | 完成 |
| 1963                   | 越南         | 越南制                              | 完成 |
| 1965                   | 英国         | 英制                                | 部分完成 |
| 1967                   | 爱尔兰       | 英制                                | 完成，品脱（pint）用于酒品和金衡盎司（troy ounce）用于金属仍被法律所允许 |
| 1967                   | 巴基斯坦     | 英制                                | 完成 |
| 1969                   | 新西兰       | 英制                                | 完成 |
| 1970                   | 澳大利亚     | 英制                                | 完成 |
| 1971                   | 南非         | 英制                                | 完成 |
| 1972                   | 马来西亚     | 英制及马来制                        | 部分完成，一些传统湿货街市和早市（pasar pagi）仍然使用马来制；英制单位仍广泛使用，在表示房地产面积等的场合使用平方英尺多于平方米。 |
| 1973                   | 加拿大       | 英制                                | 几近完成（非正式身体尺寸使用英制单位，特定行业如房地产、建筑工程和家电因为高度依赖美国生产仍使用英制） |
| 1975                   | 美国         | 美制                                | 部分采用 |
| 1975                   | 朝鲜         | 朝鲜制                              | 部分完成，传统单位仍在正式使用中 |
| 1976                   | 斯里兰卡     | 英制                                | 几近完成 |
| 1976                   | 香港         | 英制、中国度量衡                    | 几近完成（传统市场仍然使用中国传统单位或英制单位；地产行业使用平方英尺作为建筑楼面积单位。） |
| 1984                   | 台湾         | 台制                                | 几近完成（传统市场和地产业仍使用台制单位） |
| 1992                   | 澳门         | 英制、中国度量衡 （同时有美制单位） | 几近完成 |
| 1998                   | 牙买加       | 英制                                | 部分完成 |
| 2005                   | 圣卢西亚     | 英制                                | 完成 |
| 未确定                 | 利比里亚     | 英制                                | 部分采用 |
| 2011 2013              | 缅甸         | 缅甸制、英制                        | 部分采用 声明全面公制化，并有来自德国度量衡学院的技术支持 |

Notes
1. ↑  包括多数已经独立的葡萄牙殖民地。
2. ↑  许多德意志邦国，特别是在拿破仑战争时期处于法国保护下的（莱茵邦联），于1806至1815年间采用了米制。
3. ↑  1965年宣布分阶段过渡
4. ↑  1807年前使用爱尔兰旧度量衡（英语：Old Irish units of measurement），参见爱尔兰土地测量（英语：Irish measure）。
5. ↑  包括当时名为西南非洲的纳米比亚
6. ↑  首先于1866年“采用”，直至1975年签署公制转换法案前未颁行
7. ↑  参见利比里亚度量衡系统（英语：Liberia#Measurement system）
8. ↑  利比里亚政府开始从英制向公制过渡；但这一改变是渐进的，政府方面据报同时使用两种计量系统。
9. ↑  2011年6月，缅甸商务部开始讨论改革国内计量系统并引入多数贸易伙伴使用的公制的提案。

世界各国由传统度量衡转向公制系统有三种通常的方式。第一种为快速的“长痛不如短痛”（“Big-Bang”）路线，在1960年代曾为印度和其后数个国家如澳大利亚和新西兰所用。第二种为渐进路线，分阶段引入公制单位并逐步宣布传统单位不合法。这一受到部分工业国青睐的方法，更慢且一般更不彻底。第三种方式为将传统单位以公制定义。这一方式已成功运用在传统单位不明确且有地区变体的情况下。
“长痛不如短痛”（“Big-Bang”）方法是同时宣布前公制计量单位失效、公制化、重新颁布所有政府出版物和法律，及将教育系统转换为公制。印度的转型过程自1960年4月1日起始，公制计量合法，至1962年4月1日所有其他系统被禁用。印度模式极为成功并复制至发展中世界的许多地方。
渐进方式是通过公制和传统单位并行的法律，辅以公制单位教育，随后逐渐禁止使用旧有计量单位。一般而言这是迈向公制的缓慢路线。大英帝国在1873年允许使用公制单位，但多数英联邦国家的转型过程，直至1970和1980年代政府担当公制转换的积极角色前仍未完成。根据法律，计重出售的散货须以公制系统称重和出售。2001年，欧盟的80/181/EEC指令宣称附属单位（随公制单位一同印制在包装标签上的英制单位）将于2010年起不合法。2007年9月开始的一项咨询程序最终令附属单位可以无限期地继续使用下去。
第三种方法是将传统单位以公制单位重新定义。这些重新定义的“准公制”（“quasi-metric”）单位常常在公制化宣布完成之后许久仍在使用当中。大革命前的法国对公制化的阻力，令拿破仑退而使用习惯度量衡，且其单位名称仍在欧洲范围内有残余。1814年，葡萄牙采用了公制系统，但单位名称都以葡萄牙传统单位的取而代之。在这一系统中基本单位是手（葡萄牙語：mão-travessa），1手=1分米，10手=1码（葡萄牙語：vara）=1米，1加纳得（葡萄牙語：canada）=1升；1磅（葡萄牙語：libra）=1千克。在荷兰，500克非正式地称为一磅（荷蘭語：pond），100克则是一盎司（荷蘭語：ons）。而在德国和法国，500克的非正式称谓分别是和，同样意为“一磅”。在丹麦，重新定义的磅（丹麥語：pund，等于500克）偶尔使用，特别是老一辈和（年长的）水果种植者，因为原先是以生产水果的磅数计算报酬。在瑞典和挪威，[[:斯堪的纳维亚里|里（斯堪的纳维亚里）]]非正式地等同于10公里，并且继续以描述地理距离的主导性单位存在着。在19世纪，瑞士曾有一个完全基于公制体系的非公制系统，例如等于30厘米的尺（德語：Fuss）、等于3厘米的寸（德語：Zoll）和等于3毫米的线（德語：Linie）。在中国，市制下的斤（市斤）等于500克，市两等于50克。
普通人在日常生活中多大程度上习惯使用公制是很难判断的。在近年转换为公制的国家，高龄段人口倾向于继续使用旧单位。此外，本地变体多种多样，覆盖了已经或还未被公制化的数量，例如香港的商品规格可以是一磅（454克）或是一市斤（500克）。在加拿大，烤箱和烹饪温度通常以华氏度和摄氏度标示。除了进口商品的情况外，所有菜谱和包装都包括摄氏度和华氏度，因此加拿大人有代表性地适应了两种计量系统。这一情况延伸至生产领域，企业可使用英制或公制单位，因为主要出口市场是美国；但公制被要求用于国内和所有其他出口目的地。这可能是因为近邻美国压倒性的影响；类似地，许多加拿大人依然经常在日常讨论中使用高度和重量的非公制计量，尽管多数驾驶执照和官方政府文件使用公制记录重量和高度（萨斯克彻温省的驾驶执照，在引入现时的一件式款式前使用英尺和英寸记录身高，但已随着新款驾照而改用厘米）。在加拿大的学校中，公制是标准，除了涉及菜谱（此时会两者皆备），或是涉及测量木料或其他生产材料的实践课程。在英国，极少遇到华氏度（除了一些人谈及炎夏天气时），其他公制单位通常与旧有计量体系协同使用，道路标牌更多使用英里而非公里。另一个例子是“硬”和“软”公制。加拿大将液态奶制品转换为公升、500毫升和250毫升规格，在当时造成了一些抱怨，因为一公升牛奶稍稍多于35英制液体盎司，而加拿大原有的英制夸脱是40盎司。这是“硬”公制转换的一个例子。相反地，加拿大的黄油主要以454克的包装规格销售，即英制的1磅。这被认为是“软”的公制转换。

## 例外
截止2015年，公制计量体系在多数国家占据支配地位；一些传统单位仍然在许多地方的特定行业使用。例如：
- 中華民國于20世纪初叶转换至“市用制”（市制），作为最终实现公制化的过渡，但当时分别为英国和日本殖民地的香港和台湾并未同步，仍使用清朝的营造尺库平制或是受殖民者影响而使用日制；1924年的日本台湾总督府、光复后的当局在1950年代及1984年尝试于台湾推行公制均不成功。[115]
- 在民用航空领域，除了中国大陆，朝鲜。普遍使用英（美）制单位描述高度。美国会在更多方面使用美制单位。
- 在香港，特定类型的贸易通常使用传统中国单位和英制单位而非公制单位。
- 中国大陆的市场和超市等场合仍会使用市斤表示农产品价格，但因法规所限，写作500g。
- 照相机和摄像机固定在三脚架上时使用的标准化底脚螺钉，根据ISO 1222:2010，以英寸标记的规格为1⁄4-20（直径-齿距；云台-相机螺钉）和3⁄8-16（同上；云台-三脚架螺钉）。[116]
- 汽车胎压在部分国家通常以磅/平方英寸（英語：pound per square inch，psi）表示，包括巴西、秘鲁、阿根廷、澳大利亚、智利、英国和美国。
- 汽车发动机功率在俄罗斯通常以马力（而不是千瓦）衡量，以及多数其他前苏联国家和德语国家（注意通常是公制马力而非英制马力），但在欧盟范围内自2010年起马力只允许用作附属单位。[117]
- 北欧的建筑工人通常以基于寸的老名称称呼木板和钉子。
- 小型帆船的长度在大众交谈中以英尺表示。
- 办公空间通常以传统单位租赁，例如香港和印度的平方英尺，日本、韩国和台湾的坪（3日尺×6日尺，一张标准榻榻米大小）。
- 在上下水管工程中，因历史上各国对特定管道尺寸和螺纹序列的认可，如BSP / ISO 7 / EN 10226螺纹（英语：British Standard Pipe），一些管道及管道螺纹依然以英寸尺寸标定。
- 在英国和英联邦国家，家用燃气烤箱的温度常以[[:燃气档位|“气标”（英語：Gas Mark）]]表示。[118][119]相似地，老式的法国烤箱和食谱书通常使用基于华氏度的[[:燃气档位|恒温器档位（法語：Thermostat）]]，1档相当于传统烤箱的100°F，往上每增加一档温度增加50°F。[120]
- 汽车和自行车车轮（英语：Bicycle wheel）直径仍然通常（虽然并不总是）为整数英寸；尽管轮胎宽度以毫米计。
- 每英寸点数和每英寸像素仍然继续用于描述计算机和印刷行业的图形解析度。
- 织物经纬密度（英语：Thread count）经常以“每英寸线数”（英語：threads per inch）或“经密”（英語：ends per inch）衡量。
- 电视和显示器屏幕在许多国家依然通常以英寸标示；但是在澳大利亚、法国和南非等国家，厘米常用于电视机，CRT计算机显示器和所有LCD显示器以英寸量度。
- 许多大幅面的计算机打印机，通常称作绘图仪，滑架尺寸以英寸度量。常见宽度为24英寸（610 mm）、36英寸（910 mm）、44英寸（1,100 mm）和60英寸（1,500 mm），尽管通常引述的是公制媒介尺寸（如A0、A1），薄膜卷、普通纸或相纸一般以这些尺寸销售，引致裁剪时的浪费增加。纸卷长度单位不一，有英尺和米。
- 在电子行业，元件之间的间距是基于1⁄10英寸（2.54 mm），改动会导致连接器等产生兼容性问题。
- 在机械行业，基于英寸的备件偶尔得以保留，例如为了保养美式或二战前的机器，但在维护中螺丝可能换为ISO公制螺纹规格。
- 在爱尔兰，公制化进程中的唯一例外是酒吧、酒馆和俱乐部中的品脱（重新定义为570毫升），但其他地方出售的很多酒精是使用公制单位（通常为330毫升（瓶装啤酒）、500毫升（罐装啤酒）、750毫升（红酒）或是1升、700毫升（烈酒））。
- 在澳大利亚，一品脱啤酒被重定义为570毫升（见澳大利亚啤酒杯（英语：Australian beer#beer glasses））。
- 在公制国家和非公制国家，公路自行车车架通常以厘米为尺寸，同时山地自行车和其他车架以公制和非公制尺寸中的两种或一种表示。
- 在西班牙及其前殖民地，如美洲和菲律宾，特定前公制单位仍然在使用中，例如使用于菲律宾的，和在西班牙及其前属地使用的、以及这三个土地单位。
  - 西班牙寸（西班牙語：pulgada）相当于23毫米，比英寸短2毫米。
- 在很多公制化历史较长的国家，当使用非公制单位时，通常以简短形式给出一个粗略的估计值，而精确计量则总是公制的；如“6英尺”感觉上较不精确及比使用“1.8米”和“180厘米”简短。[來源請求]测量寸的工具在这些地方难以找到，仅部分木工尺（英语：Meterstick）的背面有标注，可能是本国传统寸或是英寸，容易导致显著的测量错误。
- 英制加仑在安圭拉、安提瓜和巴布达、缅甸、开曼群岛、多米尼加、格林纳达、蒙塞拉特、圣基茨和尼维斯以及圣文森特和格林纳丁斯是燃料单位。在英国，车辆燃料效率在官方层面以以英里每英制加仑计量，但燃料却以升买卖（英语：Gasoline and diesel usage and pricing）。
- 美制加仑使用于巴哈马、伯利兹、英属维京群岛、哥伦比亚、多米尼加共和国、厄瓜多尔、萨尔瓦多、危地马拉、海地、洪都拉斯、利比里亚、秘鲁、特克斯和凯科斯群岛以及美国，尤其是标价。
- 在拉丁美洲，国际单位制单位是标准，但涉及燃油经济性时使用千米每升和西班牙语单词偶尔可能用于指代常为5-20升的手提燃油容器。
- 道路里程和限速在美国、英国、缅甸和多个加勒比国家依旧使用英里和英里每小时标示。[121]

在一些国家，例如安提瓜和巴布达（见前文表格），公制化转换仍在进行中。加勒比岛国圣卢西亚宣布2005年的公制化项目将与加勒比共同体（CARICOM）相容。

### 英国
在英国，部分人口继续在不同程度上抵抗公制化。传统的英制度量衡受到大部分人的偏爱并继续在部分用途受到广泛使用。公制体系被多数商业活动使用，并用于多数买卖交易。特定的贸易活动必须使用公制单位（比如按重量或按长度销售），但英制单位可能继续与之并行显示。
英国法律已经颁布了对应欧盟80/181/EEC指令的条款，该指令编录了可用于“经济、公共卫生、公共安全和行政用途”的计量单位。这些单位包括国际度量衡大会的推荐部分，部分可用于特定用途的附加单位作为补充。公制单位在公制化进程真正开始前的一个世纪已可合法地用于交易用途。英国政府自1862年度量和特别委员会（英語：Select Committee on Weights and Measures）建议时开始已为转换进行准备，1864年度量衡法案（英語：Weights and Measures Act of 1864）和1896年（公制）度量衡法案（英語：Weights and Measures (Metric System) Act of 1896）使公制体系合法化。1965年，在英国产业界的游说和加入欧洲单一市场的愿景驱动下，英国政府设立了一个10年全面转换的目标，并在1969年创立了公制化委员会（Metrication Board）。在这一时间段内，部分领域的确出现了公制化，包括1970年对英国地形测量局地图的再测量，1971年货币的十进制化，以及在学校教授公制体系。并无计划强制公制使用，而公制化委员会亦于1980年因应政府变动而撤销。
1995年10月，英国的包装商品开始强制实施公制标识；通过就延期实施（Derogation）谈判，避开了欧盟要求所有成员国强制使用公制的1989年计量单位指令（89/617/EEC，1989 European Units of Measurement Directive），范围包括道路标志的英里和生啤酒、苹果酒和牛奶销售中的品脱。
随着英国公投脱离欧盟，零售商开始请求恢复使用英制单位，并有未经许可的回复使用行为。公投脱欧后的一项民意调查也显示45%的英国人寻求回复以英制单位销售产品。
在大众会话中，单位英石广泛用于衡量一个人的体重，英尺和英寸则用于身高。

### 美国和加拿大

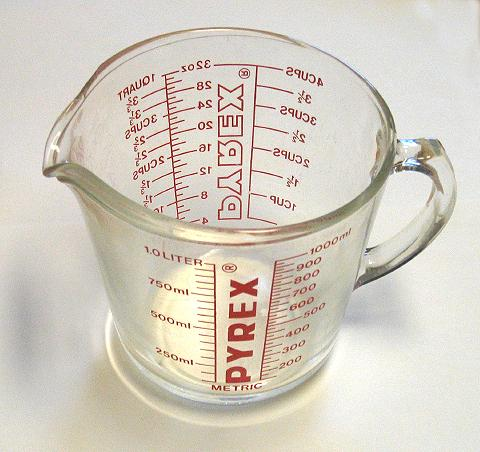
一个1980年左右生产销售于美国的量杯，同时提供美制和公制刻度。以右手握持时，使用者将面对在前的公制刻度。但当从另一容器加注时，右利手者会以左手握持，并以美制单位刻度读数。

随着时间推移，公制体系通过国际贸易和标准化影响了美国。公制作为一个计量体系的使用于1866年合法化，并且美国也是国际度量衡局1875年的创始成员。公制体系于1875年正式为联邦政府采用于军事和政府单位，以及作为商业贸易的优先计量体系。除了1990年代将其作为必要条件的尝试，联邦和州道路标志使用公制单位仍然是自愿的。
1992年一项针对公平包装及标签法案（Fair Packaging and Labeling Act，FPLA），生效于1994年的修正案，要求受联邦监管的“消费者商品”（consumer commodities）和药品标签包含公制和美制单位。截止2013年，除纽约州外的美国所有州已通过法律允许受监管的产品使用仅有公制单位的标签。同样地，加拿大也在法律上允许货物使用公制单位在前和说明美制/英制加仑的双重标签。
今日，美国大众和许多私有企业及产业依旧使用美制单位，尽管非正式和自选的公制化已存在多年。至少有两个州份，肯塔基和加利福尼亚，甚至已在公路建设项目上朝向“去公制化”（demetrication）进发。

### 空中和海上运输
空中和海上运输通常使用海里。此单位相当于任意经度上1分长的子午线弧并被精确定义为1852米（约1.151法定英里）。海里不是国际单位制单位，但被国际度量衡局接受使用在国际单位制中。航海和空中导航所使用的主要速度或速率单位仍旧是节（海里每小时）。
航空的主要计量单位（高度或飞航空层）通常基于气压值推算，在许多国家依然以英尺表示，尽管许多其他国家使用米。国际民用航空组织（ICAO）与计量有关的政策为：
- 全世界应使用单一单位体系；
- 单一体系应是国际单位制；
- 在高度使用英尺是允许的变种。

与国际民航组织的政策一致，航空界在多年间已进行了相当程度的公制化。例如，跑道长度通常以米标示。美国在1996年将气温报告数据交换格式（METAR）公制化。货物重量和尺寸，以及燃料体积和重量，也逐渐进行了公制化。
在一些地方例如中国大陆、俄罗斯等前苏联加盟国，航空系统使用米制体系（在俄罗斯，转换空层以上的高度以英尺给出）。在许多欧洲国家滑翔机使用米制体系。

## 相关事件和事故
在公制化进程中混淆单位有时会引发事故。最著名的事例发生于加拿大公制化期间。1983年加拿大航空一架事后获命名为“吉姆利滑翔机”的波音767客机，在飞行途中燃油告罄。该事件一大部分归因于在转换过程中混淆了单位升、千克和磅，导致飞机只加注了22,300磅(约10115千克)而非要求的22,300千克燃油。
尽管严格而言并非全国性公制化下的例子，但两个计量体系混用是1999年火星气候探测者（Mars Climate Orbiter）任务失败的一个影响因素。美国国家航空航天局（NASA）在合同中指定了公制单位。NASA和其他机构在公制单位下工作，然而一家分包商洛克希德·马丁，向团队提供推进器性能数据时使用了磅力-秒单位而非牛顿-秒。探测器原定在150千米高度的轨道环绕火星，但错误的数据令其下降到57千米高度。结果是火星气候探测者在火星大气层中燃烧解体。
2009年9月25日，英国运输部出版了一份修订道路标志法规的草案供收集意见。在草案拟议的变更中有针对现有法规的修正，令双单位宽度/高度警告和限制标识变为强制执行内容。这在影响分析的第53段得到证明：“……根據2008年4月以来英国国铁的事件记录，大约10%至12%的桥梁撞击事件牵涉到外国卡车。这与道路网中行驶的外国卡车数量相比不成比例地高。”这一提案因应2010年政府的变动而被搁置，但是许多桥梁现在以两种单位标识。最新的标志指导方针咨询也再次提出了这一动议。